# SN 2000ga
SN 2000ga – supernowa typu Ia odkryta 24 grudnia 2000 roku w galaktyce A022904-0824. W momencie odkrycia miała maksymalną jasność 20,00m.